# Глюзинг (Дитмаршен)
Глюзинг (нем. Glüsing) — община в Германии, в земле Шлезвиг-Гольштейн.
Входит в состав района Дитмаршен. Подчиняется управлению КЛьГ Хеннштедт. Население составляет 118 человек (на 31 декабря 2010 года). Занимает площадь 4,69 км².
Коммуна подразделяется на 2 сельских округа.

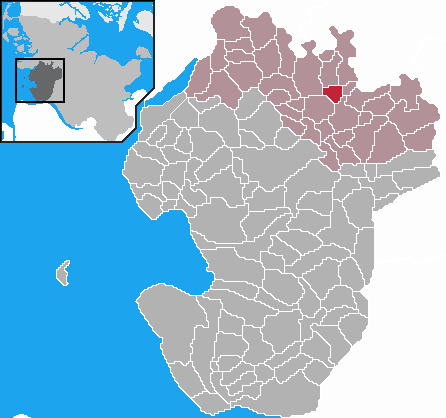
Глюзинг (Дитмаршен)